# Anomala denticulata
Anomala denticulata är en skalbaggsart som beskrevs av Carsten Zorn 2006. Anomala denticulata ingår i släktet Anomala och familjen Rutelidae. Inga underarter finns listade i Catalogue of Life.